# Betty Heidler
Betty Heidler (ur. 14 października 1983 w Berlinie Wschodnim) – niemiecka lekkoatletka specjalizująca się w rzucie młotem.
Trzy razy startowała na igrzyskach olimpijskich – w 2004 w Atenach była czwarta, w 2008 w Pekinie zajęła dziewiąte miejsce, a w Londynie zdobyła srebrny medal. Trzykrotna medalistka mistrzostw świata oraz mistrzyni Europy. Wielokrotnie stawała na podium mistrzostw Niemiec. Reprezentantka w pucharze Europy, drużynowym czempionacie Starego Kontynentu, pucharze w rzutach lekkoatletycznych i meczach międzypaństwowych.

## Kariera
Na początku kariery odpadła w eliminacjach dwóch kolejnych edycji mistrzostw świata juniorów (w 2000 i 2002) oraz zajęła szóste miejsce w mistrzostwach Europy juniorów (2001). W 2003 zajęła czwarte miejsce w młodzieżowych mistrzostwach Europy i dziewiąte miejsce w mistrzostwach świata, a rok później uplasowała się na czwartym miejscu podczas igrzysk olimpijskich. Zdobyła srebrny medal czempionatu Europy młodzieżowców w 2005 – kilkanaście dni później nie udało jej się zakwalifikować do finału mistrzostw świata. Była piąta na mistrzostwach Europy w 2006, a na koniec sezonu wygrała światowy finał lekkoatletyczny IAAF. Mistrzyni świata z Osaki (2007) gdzie pokonała Kubankę Yipsi Moreno zaledwie o 2 centymetry. Na igrzyskach olimpijskich w Pekinie (2008) uplasowała się na dziewiątym miejscu. W kolejnym sezonie zwyciężyła w uniwersjadzie oraz została wicemistrzynią globu. Latem 2010 została mistrzynią Starego Kontynentu – dzięki temu sukcesowi znalazła się w składzie Europy na puchar interkontynentalny podczas którego uplasowała się na czwartym miejscu. Zwyciężczyni IAAF Hammer Throw Challenge w sezonie 2010.
21 maja 2011 w niemieckim Halle ustanowiła rekord świata w rzucie młotem uzyskując wynik 79,42 m (od sierpnia 2014 roku rekordzistką jest Anita Włodarczyk). Obecnie jest to czwarty wynik w historii światowej lekkoatletyki.
Latem 2011 została drugi raz w karierze wicemistrzynią świata. Niespodziewanie odpadła w eliminacjach mistrzostw Europy w Helsinkach (2012). W tym samym roku zdobyła w kontrowersyjnych okolicznościach (po zmianie decyzji sędziów) brązowy medal (srebrny po dyskwalifikacji Tatjany Łysienko) igrzysk olimpijskich w Londynie.

## Osiągnięcia
| Rok  | Impreza                                 | Miejsce        | Lokata            | Wynik  |       |
| ---- | --------------------------------------- | -------------- | ----------------- | ------ | ----- |
| 2000 | Mistrzostwa świata juniorów             | Santiago       | el. - 19. miejsce | 52,18  |       |
| 2001 | Mistrzostwa Europy juniorów             | Grosseto       | 9. miejsce        | 55,47  |       |
| 2002 | Mistrzostwa świata juniorów             | Kingston       | el. – 17. miejsce | 53,82  |       |
| 2003 | Młodzieżowe mistrzostwa Europy          | Bydgoszcz      | 4. miejsce        | 66,49  |       |
| 2003 | Mistrzostwa świata                      | Paryż          | 11. miejsce       | 65,81  |       |
| 2004 | Zimowy puchar Europy w rzutach          | Marsa          | 6. miejsce        | 67,16  |       |
| 2004 | Superliga pucharu Europy                | Bydgoszcz      | 3. miejsce        | 70,05  |       |
| 2004 | Igrzyska olimpijskie                    | Ateny          | 4. miejsce        | 72,73  |       |
| 2004 | Światowy finał lekkoatletyczny IAAF     | Szombathely    | 6. miejsce        | 69,65  |       |
| 2005 | Zimowy puchar Europy w rzutach          | Mersin         | 4. miejsce        | 69,66  |       |
| 2005 | Młodzieżowe mistrzostwa Europy          | Erfurt         | 2. miejsce        | 69,64  |       |
| 2005 | Mistrzostwa świata                      | Helsinki       | el. – 29. miejsce | 61,91  |       |
| 2005 | Światowy finał lekkoatletyczny IAAF     | Szombathely    | 6. miejsce        | 69,95  |       |
| 2006 | Superliga pucharu Europy                | Malaga         | –                 | NM     |       |
| 2006 | Mistrzostwa Europy                      | Göteborg       | 5. miejsce        | 70.89  |       |
| 2006 | Światowy finał lekkoatletyczny IAAF     | Stuttgart      | 1. miejsce        | 75,44  |       |
| 2006 | DécaNation                              | Paryż          | 1. miejsce        | 73,97  |       |
| 2007 | Superliga pucharu Europy                | Monachium      | 1. miejsce        | 73,55  |       |
| 2007 | Mistrzostwa świata                      | Osaka          | 1. miejsce        | 74,76  |       |
| 2008 | Zimowy puchar Europy w rzutach          | Split          | 2. miejsce        | 71,10  |       |
| 2008 | Igrzyska olimpijskie                    | Pekin          | 9. miejsce        | 70,06  |       |
| 2008 | Światowy finał lekkoatletyczny IAAF     | Stuttgart      | 5. miejsce        | 69,72  |       |
| 2009 | Zimowy puchar Europy w rzutach          | Teneryfa       | 2. miejsce        | 73,45  |       |
| 2009 | Superliga drużynowych mistrzostw Europy | Leiria         | 2. miejsce        | 74,97  |       |
| 2009 | Uniwersjada                             | Belgrad        | 1. miejsce        | 75,83  |       |
| 2009 | Mistrzostwa świata                      | Berlin         | 2. miejsce        | 77,12  |       |
| 2009 | Światowy finał lekkoatletyczny IAAF     | Saloniki       | 1. miejsce        | 72,03  |       |
| 2010 | Zimowy puchar Europy w rzutach          | Arles          | 1. miejsce        | 72,48  |       |
| 2010 | Superliga drużynowych mistrzostw Europy | Bergen         | 1. miejsce        | 73,24  |       |
| 2010 | Mistrzostwa Europy                      | Barcelona      | 1. miejsce        | 76,38  |       |
| 2010 | IAAF Hammer Throw Challenge             |                | 1. miejsce        | 225,88 | [ a ] |
| 2010 | Puchar interkontynentalny               | Split          | 4. miejsce        | 72,70  |       |
| 2011 | Zimowy puchar Europy w rzutach          | Sofia          | 2. miejsce        | 72,71  |       |
| 2011 | Superliga drużynowych mistrzostw Europy | Sztokholm      | 1. miejsce        | 73,43  |       |
| 2011 | Mistrzostwa świata                      | Daegu          | 2. miejsce        | 76,06  |       |
| 2011 | IAAF Hammer Throw Challenge             |                | 1. miejsce        | 228,09 |       |
| 2012 | Mistrzostwa Europy                      | Helsinki       | el. – 17. miejsce | 65,06  |       |
| 2012 | Igrzyska olimpijskie                    | Londyn         | 2. miejsce        | 77,13  | [ b ] |
| 2012 | IAAF Hammer Throw Challenge             |                | 1. miejsce        | 230,49 |       |
| 2013 | Superliga drużynowych mistrzostw Europy | Gateshead      | 1. miejsce        | 74,31  |       |
| 2013 | Mistrzostwa świata                      | Moskwa         | el. – 18. miejsce | 68,83  |       |
| 2014 | Mistrzostwa Europy                      | Zurych         | 5. miejsce        | 72,39  |       |
| 2014 | IAAF Hammer Throw Challenge             |                | 2. miejsce        | 228,54 |       |
| 2015 | Zimowy puchar Europy w rzutach          | Leiria         | 4. miejsce        | 70,42  |       |
| 2015 | Superliga drużynowych mistrzostw Europy | Czeboksary     | 2. miejsce        | 75,73  |       |
| 2015 | Mistrzostwa świata                      | Pekin          | 7. miejsce        | 72,56  |       |
| 2016 | Puchar Europy w rzutach                 | Arad           | 3. miejsce        | 69,83  |       |
| 2016 | Mistrzostwa Europy                      | Amsterdam      | 2. miejsce        | 71,46  |       |
| 2016 | Igrzyska olimpijskie                    | Rio de Janeiro | 4. miejsce        | 73,71  |       |